# KZ Loborgrad
Das Konzentrationslager Loborgrad (serbokroatisch Koncentracioni logor Loborgrad / Концентрациони логор Лоборград), auch KZ Lobor-Grad oder KZ Lobor, war ein von der faschistischen Ustascha gegründetes und von der nationalsozialistischen Einsatzstaffel der Deutschen Mannschaft geführtes Konzentrationslager für Frauen und Kinder auf dem Gebiet des Unabhängigen Staates Kroatien (NDH). Es wurde zwischen September 1941 und Oktober 1942 betrieben und die Gefangenen waren hauptsächlich serbische und jüdische Frauen (auch Schwangere) sowie deren Kinder und Säuglinge.
Das KZ befand sich im Schloss Loborgrad (Gemeinde Lobor) nördlich der kroatischen Hauptstadt Zagreb.

## Geschichte
Die Leitung in dem von den Ustaša gegründeten Lager übernahmen Jugoslawiendeutsche (im nationalsozialistischen Sprachgebrauch Volksdeutsche) als Angehörige der nationalsozialistischen Einsatzstaffel der Deutschen Mannschaft. KZ-Kommandant war Karl Heger, dessen Stellvertreter sein Bruder Willibald Heger. Der erste Transport mit 1.370 mehrheitlich jüdischen Frauen und Kindern aus dem KZ Kruščica erreichte Loborgrad im September 1941, nach anderen Quellen am 5. und 6. Oktober 1941. KZ-Kommandant Karl Heger berichtete den vorgesetzten Behörden mehrfach über Probleme mit der Ernährung, Hygiene und Überbelegung im Lager. Nach dem Ausbruch von Krankheiten sowie Läusebefall und Durchfall unter den Lagerhäftlingen ersuchte Heger darum, dass Serbinnen, Kinder und Personen über 55 Jahren in andere Lager verbracht werden. Nach Zeugenaussagen soll Karl Heger ein Kind, das ihn angerempelt hatte, mit einem Gewehrkolben erschlagen haben. Zudem gab es Berichte über die Vergewaltigung einer 16-jährigen aus Wien. Auch sollen die weiblichen Gefangenen zum Geschlechtsverkehr gezwungen worden sein.
Im Herbst 1941 erlaubten die Ustascha-Behörden der jüdischen Gemeinde von Zagreb Nahrung, Kleidung und andere nützliche Dinge ins Lager zu schicken. Auch der Besuch jüdischer Ärzte wurde genehmigt. Am 8. Dezember 1941 richtete die jüdische Gemeinde von Sarajevo ein Schreiben an die Stadtverwaltung von Osijek und Zagreb, in dem sie finanzielle Hilfe für die Unterstützung der 6.700 Häftlinge von Loborgrad, Đakovo und Jasenovac anbot. Die Gesamtkosten der Lager wurden dabei mit 2.820.000 Kuna im Monat beziffert. Mit Schreiben vom 18. Dezember 1941 erlaubten die Ustascha-Behörden der jüdischen Gemeinde von Zagreb eine Sammlung von Geld, Nahrung und Kleidung für die jüdischen und serbischen Häftlinge durchzuführen.
Das Lager bot nicht genügend Menschen Platz, sodass im November 1941 ein weiteres Frauenlager unweit von Lobor errichtet wurde, das sogenannte KZ Gornja Rijeka. Dorthin deportierten die Ustaša alle Serbinnen und ihre Kinder, sowie ältere Jüdinnen. Im Dezember 1941 befanden sich etwa 1.700 Frauen im Lager. Einige der Gefangenen wurden in das KZ Jasenovac deportiert, andere konnten gerettet werden, sehr viele erlagen jedoch Infektionskrankheiten wie Typhus. Im Mai 1942 wurden Serbinnen nach Deutschland zur Zwangsarbeit deportiert, sowie im August 1942 weitere Frauen ins KZ Auschwitz. Eine kleine Gruppe von Kroatinnen wurde ins KZ Stara Gradiška geschickt. Anfang Oktober 1942 wurden alle bis auf zwei Frauen in das KZ Jasenovac deportiert. Ende Oktober 1942 wurde das KZ vollständig aufgelöst. Heute erinnert nichts daran, dass im Schloss einst ein Frauen- und Kinderlager bestand. Auch auf der Website des Schlosses Loborgrad (heute eine staatliche psychiatrische Anstalt, die Psychiatrische Anstalt Loborgrad) wird kaum Bezug auf das KZ und die dort verübten Verbrechen genommen. Auf der Website der Gemeinde Lobor wird es nicht erwähnt.

## Trivia
Das KZ Loborgrad war Auslöser der Aktion Diana Budisavljević, einer privaten Hilfsaktion, die von der österreichischen Humanistin Diana Budisavljević ins Leben gerufen wurde, als sie im Oktober 1941 von den schlechten Zuständen im KZ gehört hatte und schließlich beschloss, etwas dagegen zu unternehmen, obwohl sie und ihre Familie als gebürtige Serben durch die Ustašas gefährdet waren. Die Hilfsaktion sollte sich um die Versorgung mit Hilfsgütern sowie Freilassung und Unterbringung von befreiten Kindern und Frauen kümmern. In den Folgemonaten wurden Frauen und Kinder aus dem KZ Loborgrad freigelassen und zunächst in der Taubstummenanstalt in Zagreb untergebracht, bis es möglich war, die Rückreise in ihre Heimatorte zu organisieren. Im Laufe der Zeit gelang es, tausende serbische, jüdische und Roma-Kinder aus den Todeslagern des Ustaša-Regimes zu retten, darunter aus dem KZ Stara Gradiška, KZ Mlaka, KZ Jablanac und dem KZ Jasenovac, dem größten aller KZs in Südosteuropa.

Empfangsbestätigung für zwei Pakete